# Artur Sobiech
Artur Sobiech (Ruda Śląska, Lengyelország, 1990. június 12. –) lengyel válogatott labdarúgó, a Lech Poznań csatárja.

## Pályafutása
Sobiech szülővárosa csapatának, a Grunwald Ruda Śląskának az ifiakadémiáján kezdett el futballozni, majd 2006-ban a jóval magasabban jegyzett Ruch Chorzówhoz került. Itt 2008-ban mutatkozott be a felnőttek között, majd két év után, 2010 júliusában a Polonia Warszawához igazolt. A varsóiak egy millió eurót fizettek érte. 2011. június 30-án leigazolta a Bundesligában szereplő Hannover 96. 2014-ig írt alá a német klubbal.

## Válogatott
A U21-es válogatott Sobiech 2010 májusában kapott először behívót a lengyel válogatottba. Május 29-én, Finnország ellen debütált, amikor a 89. percben csereként váltotta Ireneusz Jeleńt. 2012. május 22-én győztes gólt szerzett a lettek elleni barátságos mérkőzésen. Ez volt az első gólja a válogatottban. A 2012-es Európa-bajnokságon szereplő lengyel csapatba is meghívót kapott.

## Fordítás
- Ez a szócikk részben vagy egészben  az   Artur Sobiech című angol Wikipédia-szócikk fordításán alapul.  Az eredeti cikk szerkesztőit annak laptörténete sorolja fel. Ez a jelzés csupán a megfogalmazás eredetét és a szerzői jogokat jelzi, nem szolgál a cikkben szereplő információk forrásmegjelöléseként.